# Zu Chongzhi
Dans ce nom, le nom de famille, Zǔ, précède le nom personnel.
Zu Chongzhi (祖冲之, hanyu pinyin Zǔ Chōngzhī, EFEO Tsou Tch'ong-tche) (429-500) est un mathématicien chinois et astronome pendant les dynasties Song du Sud et Qi du Sud (Dynasties du Sud).

## Biographie
Ses ancêtres étaient acclamés dans le district Qiu (aujourd'hui dans le Laiyuan, province de Hebei). Pour fuir les ravages de la guerre, le grand-père de Zu Chongzhi, Zu Chang, déménagea du Hebei, dans le nord de la Chine, vers le sud du fleuve Yangzi, faisant partie du mouvement massif de population pendant la dynastie Jin. Zu Chang, un moment, prit le poste de « ministre des Grands Travaux » (Dàjiàngqīn) avec la dynastie Song du Sud et fut chargé des projets de construction du gouvernement. Le père de Zu Chongzhi servit aussi à la cour et était grandement respecté pour son érudition.
Zu Chongzhi est né en 429 à Jiankang (aujourd'hui Nankin). Sa famille a historiquement été impliquée dans la recherche astronomique, et ainsi, lorsqu'il était enfant, Zu Chongzhi fut exposé aux mathématiques et à l'astronomie. Lorsqu'il était encore un enfant, son talent lui donna une grande réputation. Lorsque l'empereur Xiaowudi (en) l'entendit, il fut envoyé à une académie, la « Huálín Xuéshěng », pour poursuivre la recherche. En 461 à Nanxu (aujourd'hui Zhenjiang dans le Jiangsu) il fut engagé pour travailler au bureau du gouverneur local.

## Résultats mathématiques
Ses performances incluent le calendrier Daming (ou calendrier Ta-ming, i.e. « calendrier de la grande clarté ») introduit en 465 et en dériva deux approximations de π, 355/113 (密率, Milu) et 22/7 (约率, Yuelu).
Avec son fils Zu Gengzhi, également mathématicien, il a découvert le principe de Cavalieri plus de 1 000 ans avant ce dernier. Certains mathématiciens l'appellent donc « le principe Zu ».